# Udačnoje (Astrachaňská oblast)
Udačnoje je sídlo vesnického typu (selo) v Achtubinském rajónu Astrachaňské oblasti Ruska. Je sídlem stejnojmenného vesnického okresu.
Nachází se v severovýchodní části Astrachaňské oblasti, na hranicích Volžsko-Achtubinské nivy. Je vzdáleno 71 km jihovýchodně od Achtubinska.

## Historie
Bylo zřízeno roku 1848. V seznamu osídlených míst Ruského impéria z roku 1859 se sídlo zmiňuje jako kozácká stanice Udačnaja (Dubinovka) Jenotajevského ujezdu.